# Speleochus croceus
Speleochus croceus är en skalbaggsart som beskrevs av Park 1960. Speleochus croceus ingår i släktet Speleochus och familjen kortvingar. Inga underarter finns listade i Catalogue of Life.